# 7 assassine dalle labbra di velluto
7 assassine dalle labbra di velluto (Peligro...! Mujeres en acción) è un film del 1969 diretto da René Cardona Jr.

## Trama
Una pericolosissima banda composta da sette donne, appoggiata a pochi fidati elementi esterni, intende impadronirsi della terra. Attraverso un piano diabolico, le terribili criminali, intendono infettare gli acquedotti delle principali città con un potente virus, annientabile unicamente da un raro antidoto in loro possesso. Secondo i piani, una volta infettate le popolazioni, in cambio dell'elargizione dell'antidoto, la terribile banda potrà ridurre alla sua mercé i principali capi di Stato del globo.